# Улиты
Ули́ты (лат. Tringa) — род птиц семейства бекасовых (Scolopacidae). Величина его представителей составляет 21—31 см. К общим признакам относятся прямой и твёрдый клюв, слегка загнутый кверху, а также оперение, сочетающее белый, серый и черноватый цвета. Всего к улитам относятся 10 видов, которые распространены в Европе, Азии и Северной Америке. Улиты селятся, как правило, по берегам рек, озёр и на болотах в тундре, лесной зоне или в степи. Гнездятся на земле, некоторые на деревьях, занимая гнёзда дроздов и других птиц. В кладке 2—4 зеленоватых яиц с бурыми и серыми пятнами. Все улиты являются перелётными птицами.

## Систематика
В состав рода включают 13 видов:
- Tringa erythropus — Щёголь
- Tringa totanus — Травник
- Tringa stagnatilis — Поручейник
- Tringa nebularia — Большой улит
- Tringa guttifer — Охотский улит
- Tringa melanoleuca — Пёстрый улит
- Tringa flavipes — Желтоногий улит
- Tringa solitaria — Улит-отшельник
- Tringa ochropus — Черныш
- Tringa glareola — Фифи
- Tringa incana — Американский пепельный улит
- Tringa brevipes — Пепельный улит
- Tringa semipalmata — Перепончатопалый улит

К роду улитов близки ещё несколько родов: перевозчики (Actitis), пепельные улиты (Heteroscelus), мородунки (Xenus).

## Галерея

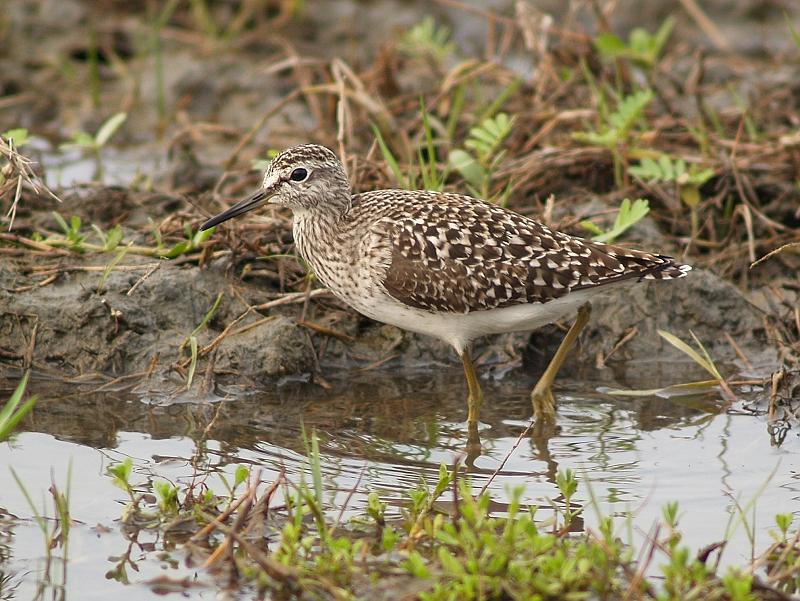
Фифи
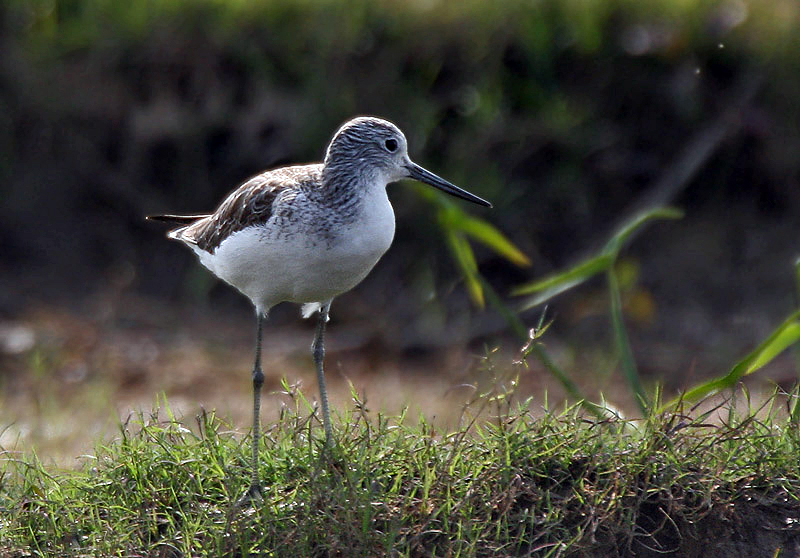
Большой улит
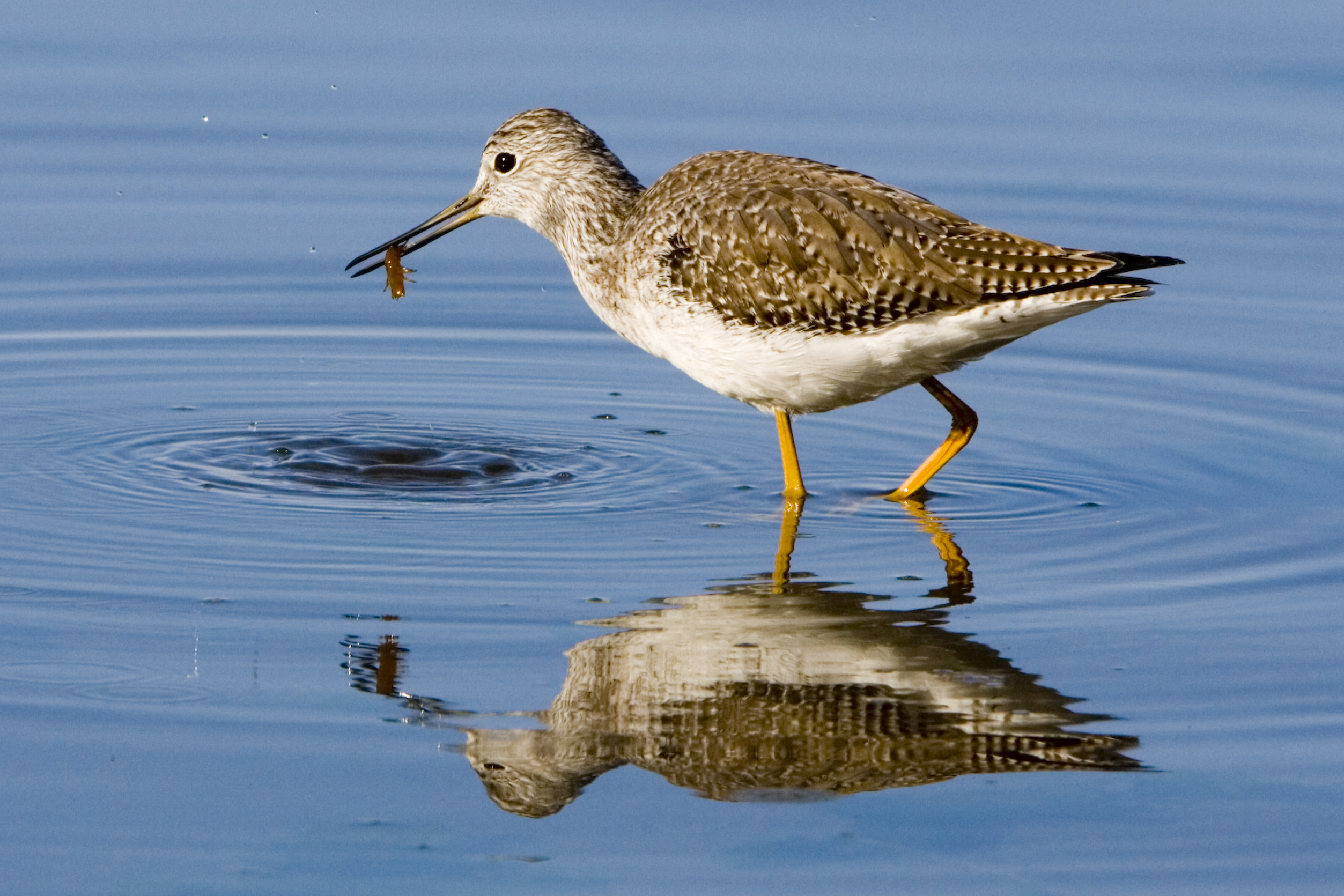
Пёстрый улит
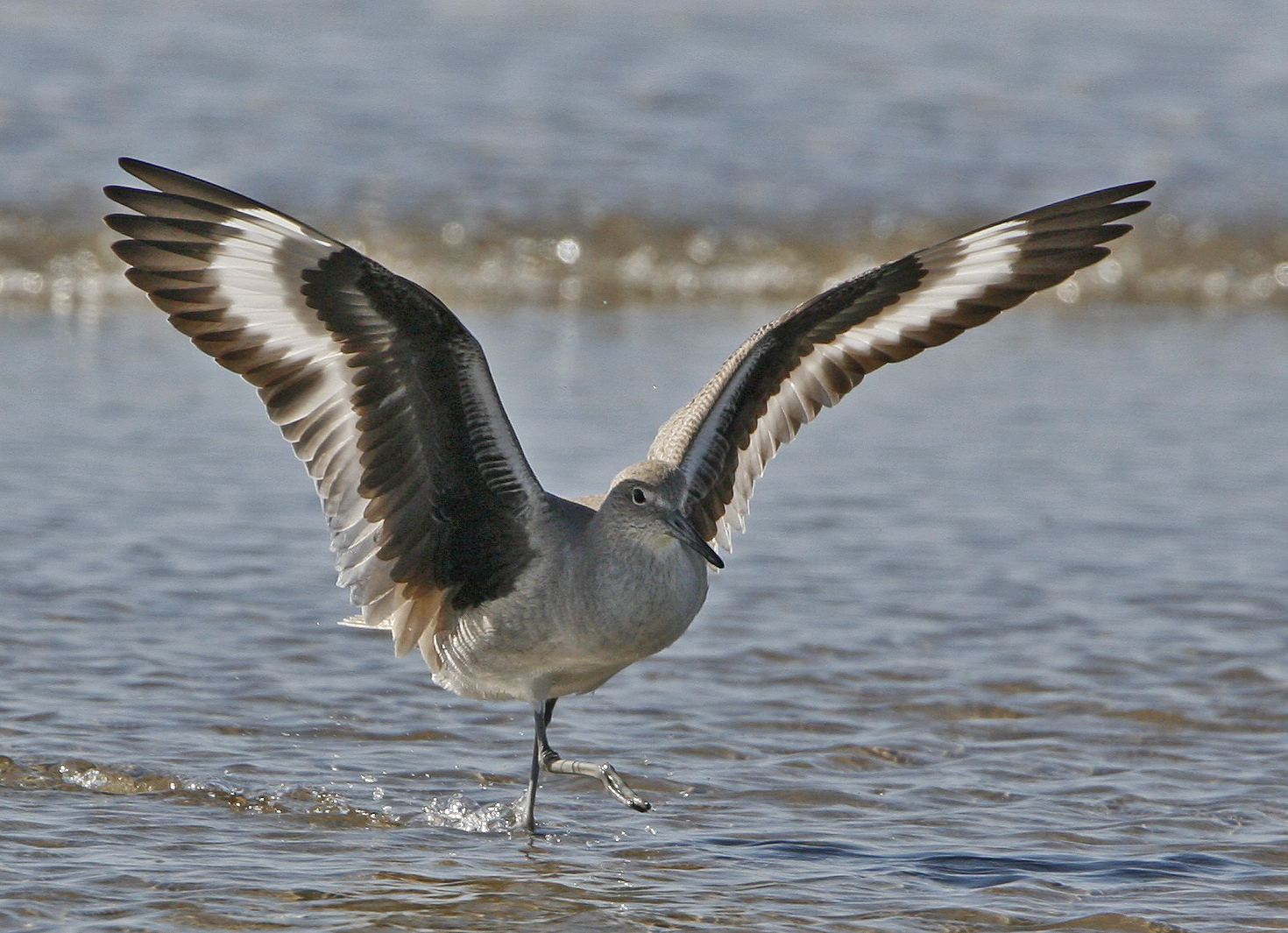
Перепончатопалый улит